# Judenau-Baumgarten
Judenau-Baumgarten ist eine Marktgemeinde mit 2378 Einwohnern (Stand 1. Jänner 2025) im Bezirk Tulln in Niederösterreich.

## Geografie
Judenau-Baumgarten liegt südlich von Tulln am Südrand des Tullnerfeldes. Das Gemeindegebiet gehört zur raumplanerischen Hauptregion „Niederösterreich Mitte“ und wird landschaftlich zum Mostviertel gezählt. Die Fläche der Marktgemeinde umfasst 14,35 km², davon sind 15,1 Prozent bewaldet. Klimatisch gesehen hat die Gemeinde, wie das gesamte Tullnerfeld, pannonisches Klima, d. h. heiße Sommer, kalte Winter.
Das Gemeindegebiet wird im Westen von der Großen Tulln und im Osten von der Kleinen Tulln durchflossen. Die höchste Erhebung ist der Nordgipfel des bewaldeten Aubergs (355 m ü. A.) südlich von Freundorf, der zur Molassezone gehört und aus Robulus-Schlier besteht.

### Gemeindegliederung
Das Gemeindegebiet umfasst folgende vier Ortschaften (in Klammern Einwohnerzahl Stand 1. Jänner 2025):
- Baumgarten am Tullnerfeld (934)
- Freundorf (462)
- Judenau (804)
- Zöfing (178)

Die Gemeinde besteht aus den Katastralgemeinden Baumgarten am Tullnerfeld, Freundorf, Judenau und Zöfing.

### Nachbargemeinden
|              | Langenrohr                                  | Tulln an der Donau |
| Michelhausen | Kompassrose, die auf Nachbargemeinden zeigt |                    |
|              | Sieghartskirchen                            |                    |

## Geschichte
Die älteste bekannte urkundliche Erwähnung als Judinowa stammt von 1108/22. Der Besitz des Gebiets wechselte von den Rittern Matseber auf die Freiherrn Rueber. Diese verkauften das während der Ersten Wiener Türkenbelagerung 1529 zerstörte Schloss Judenau im Jahr 1583 an Helmhard Jörger. Dessen Schlossneubau wurde durch das Erdbeben von 1590 wieder zerstört. Auch danach wechselten die Besitzer der Herrschaft Judenau, 1701 folgten die Fürsten Liechtenstein, die das Schloss als Sommerresidenz ausbauten. 1857 stiftete Alois von Lichtenstein das Schloss mit Gärten dem niederösterreichischen Waisenhausfond. Im Jahr 1877 wurde Judenau zum Markt erhoben. In der NS-Zeit wurde der Ort nicht umbenannt.
Im Jahr 1968 schlossen sich die Orte Freundorf, Baumgarten, Zöfing und Judenau zur Marktgemeinde Judenau-Baumgarten zusammen.

### Bevölkerungsentwicklung
| Judenau-Baumgarten: Einwohnerzahlen von 1869 bis 2025 | Judenau-Baumgarten: Einwohnerzahlen von 1869 bis 2025 | Judenau-Baumgarten: Einwohnerzahlen von 1869 bis 2025 | Judenau-Baumgarten: Einwohnerzahlen von 1869 bis 2025 | Judenau-Baumgarten: Einwohnerzahlen von 1869 bis 2025 |
| ----------------------------------------------------- | ----------------------------------------------------- | ----------------------------------------------------- | ----------------------------------------------------- | ----------------------------------------------------- |
| Jahr                                                  |                                                       |                                                       |                                                       | Einwohner                                             |
| 1869                                                  | 1869                                                  |                                                       | 1.663                                                 | 1.663                                                 |
| 1880                                                  | 1880                                                  |                                                       | 1.636                                                 | 1.636                                                 |
| 1890                                                  | 1890                                                  |                                                       | 1.702                                                 | 1.702                                                 |
| 1900                                                  | 1900                                                  |                                                       | 1.780                                                 | 1.780                                                 |
| 1910                                                  | 1910                                                  |                                                       | 1.921                                                 | 1.921                                                 |
| 1923                                                  | 1923                                                  |                                                       | 1.686                                                 | 1.686                                                 |
| 1934                                                  | 1934                                                  |                                                       | 1.694                                                 | 1.694                                                 |
| 1939                                                  | 1939                                                  |                                                       | 1.586                                                 | 1.586                                                 |
| 1951                                                  | 1951                                                  |                                                       | 1.447                                                 | 1.447                                                 |
| 1961                                                  | 1961                                                  |                                                       | 1.400                                                 | 1.400                                                 |
| 1971                                                  | 1971                                                  |                                                       | 1.563                                                 | 1.563                                                 |
| 1981                                                  | 1981                                                  |                                                       | 1.617                                                 | 1.617                                                 |
| 1991                                                  | 1991                                                  |                                                       | 1.713                                                 | 1.713                                                 |
| 2001                                                  | 2001                                                  |                                                       | 2.075                                                 | 2.075                                                 |
| 2011                                                  | 2011                                                  |                                                       | 2.149                                                 | 2.149                                                 |
| 2021                                                  | 2021                                                  |                                                       | 2.328                                                 | 2.328                                                 |
| 2025                                                  | 2025                                                  |                                                       | 2.378                                                 | 2.378                                                 |
| Quelle(n): Statistik Austria, Gebietsstand 1.1.2021   |                                                       |                                                       |                                                       |                                                       |

Die Bevölkerung wächst seit 50 Jahren kontinuierlich. Von 1991 bis 2001 waren sowohl Geburtenbilanz (+111) als auch Wanderungsbilanz (+251) stark positiv. In den folgenden zehn Jahren gingen sowohl die Geburtenrate als auch die Zuwanderung zurück, beide Bilanzen blieben aber positiv.

## Kultur und Sehenswürdigkeiten
- Schloss Judenau

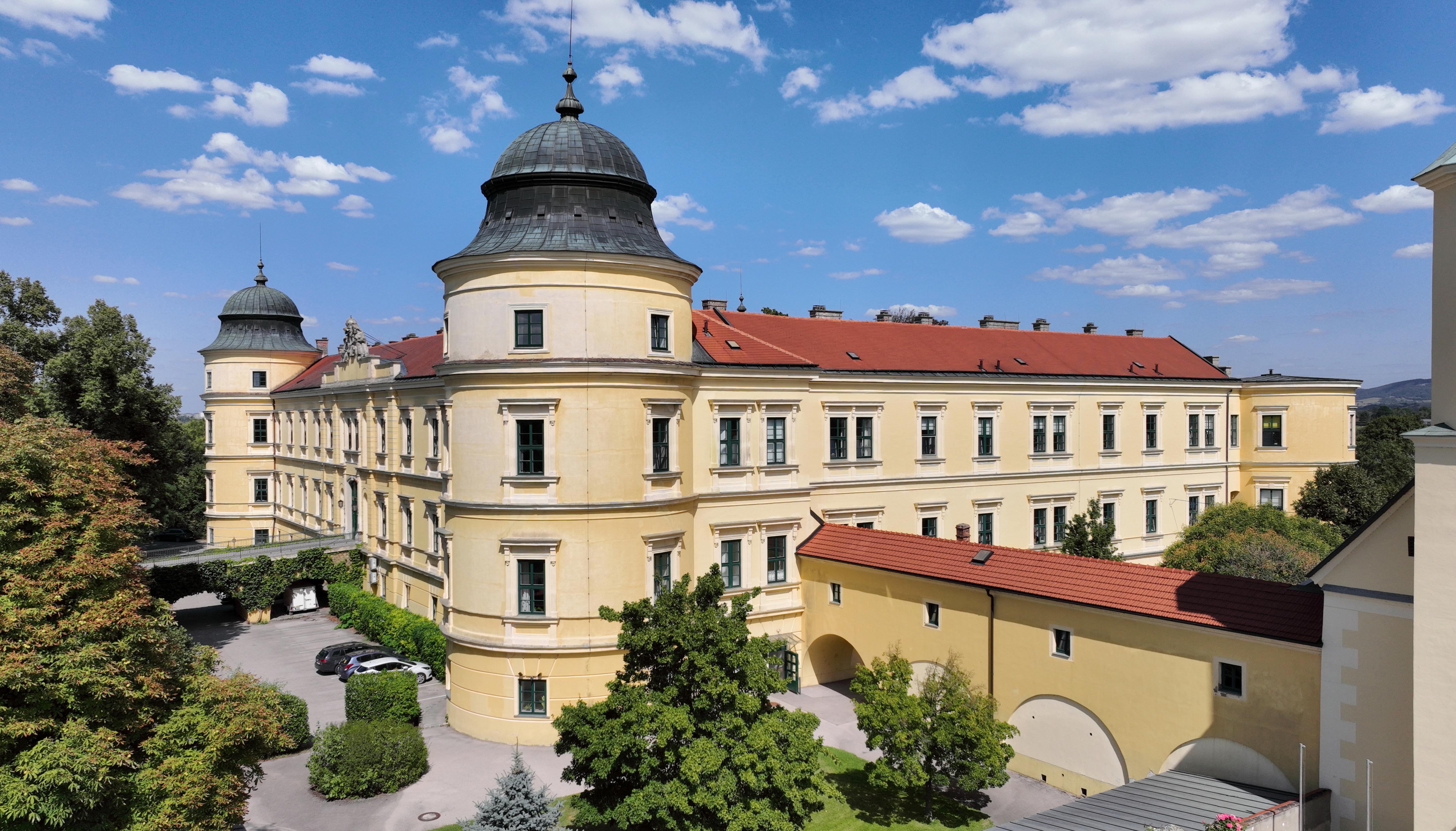
Schloss Judenau

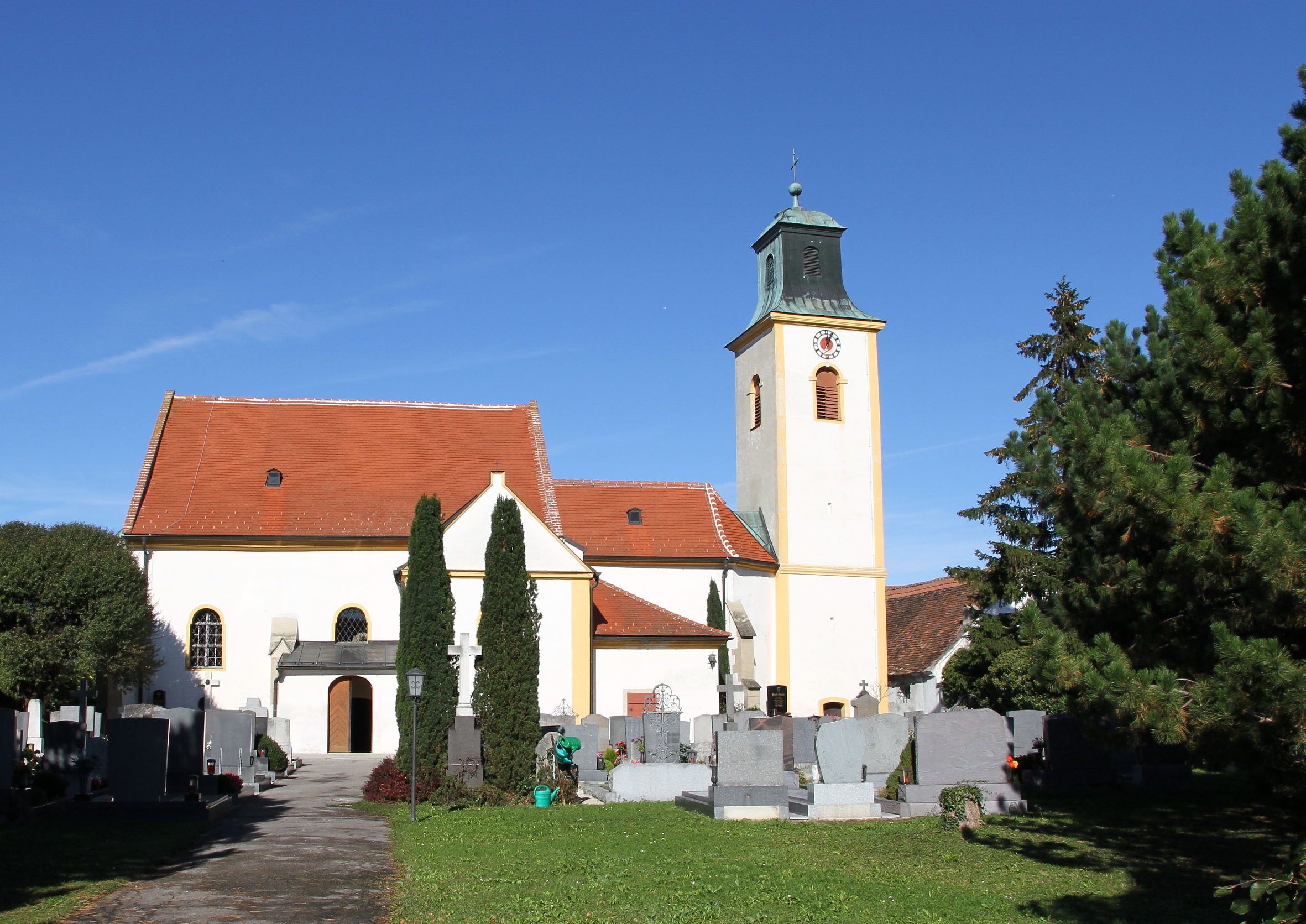
Pfarrkirche Freundorf

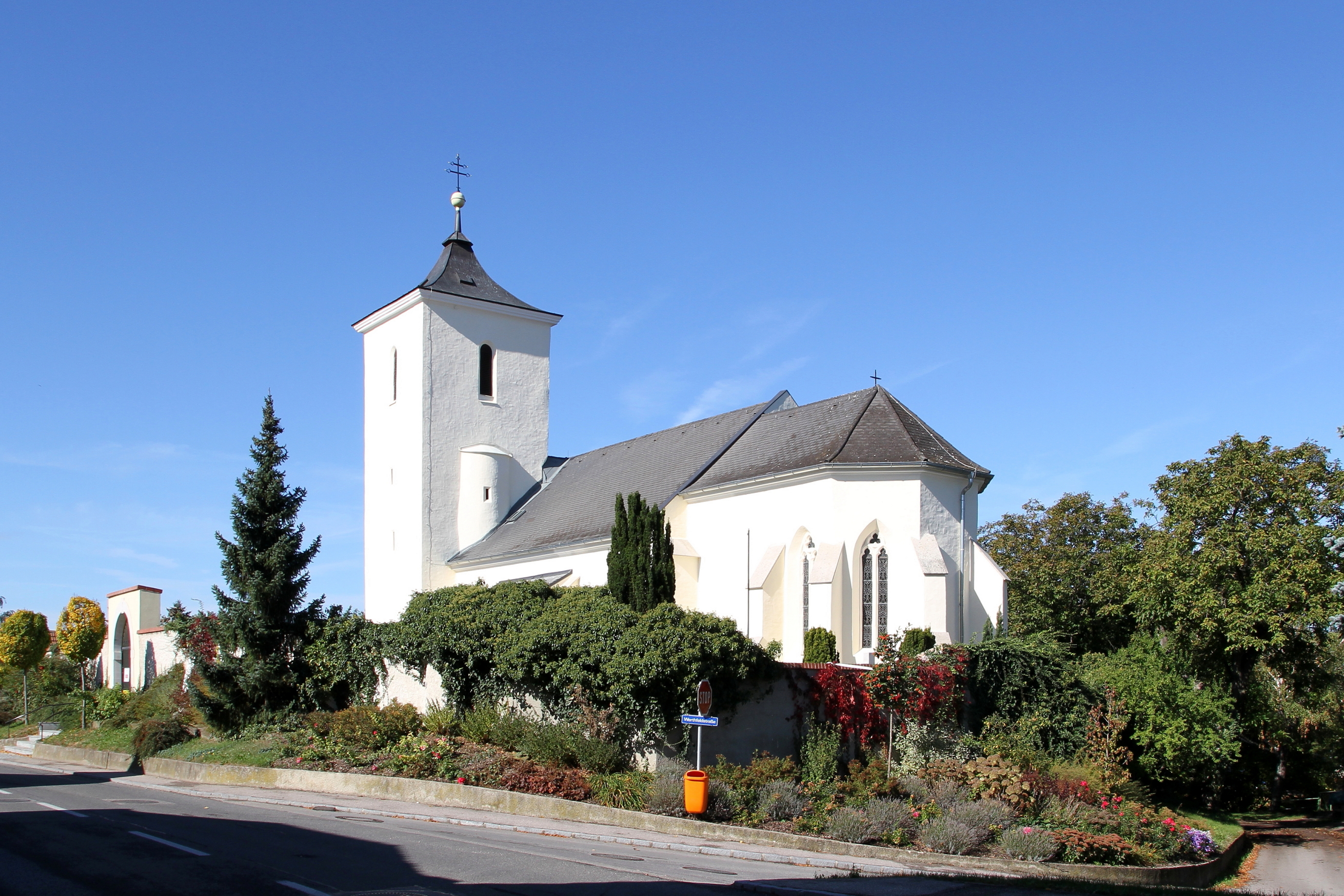
Filialkirche Baumgarten

- Katholische Pfarrkirche Freundorf Hl. Johannes der Täufer
- Katholische Pfarrkirche Judenau Allerheiligste Dreifaltigkeit
- Katholische Filialkirche am Tullnerfeld Hl. Ulrich

## Wirtschaft und Infrastruktur

### Wirtschaftssektoren
Von den 39 landwirtschaftlichen Betrieben des Jahres 2010 waren 26 Haupt- und 13 Nebenerwerbsbauern. Im Produktionssektor arbeiteten 48 Erwerbstätige im Bereich Herstellung von Waren und 43 im Baugewerbe. Die wichtigsten Arbeitgeber des Dienstleistungssektors waren die Bereiche soziale und öffentliche Dienste (137), Handel (35), freiberufliche Dienstleistungen (33) und Beherbergung und Gastronomie (24 Mitarbeiter).
| Wirtschaftssektor            | Anzahl Betriebe | Anzahl Betriebe | Erwerbstätige | Erwerbstätige |
| Wirtschaftssektor            | 2011            | 2001            | 2011          | 2001          |
| ---------------------------- | --------------- | --------------- | ------------- | ------------- |
| Land- und Forstwirtschaft 1) | 39              | 46              | 79            | 60            |
| Produktion                   | 29              | 16              | 91            | 30            |
| Dienstleistung               | 89              | 59              | 249           | 213           |

1) Betriebe mit Fläche in den Jahren 2010 und 1999

### Öffentliche Einrichtungen
In der Gemeinde befinden sich zwei Kindergarten und eine Volksschule.

### Verkehr
- Eisenbahn: Im Norden des Gemeindegebietes mündet die Tullnerfeld Bahn in die Neue Westbahn. Der Bahnhof Tullnerfeld befindet sich einen Kilometer westlich der Gemeindegrenze.
- Straße: Die wichtigsten Straßenverbindungen sind die Tullner Straße B19 im Westen und die Tullnerfeld Straße B213 im Osten.
- Rad: Durch Judenau-Baumgarten führen mehrere Radwege, der bekannteste ist der Grosse Tulln - Radweg.[12]

## Politik

### Gemeinderat
Der Gemeinderat hat 21 Mitglieder.
- Mit den Gemeinderatswahlen in Niederösterreich 1990 hatte der Gemeinderat folgende Verteilung: 13 ÖVP, 4 SPÖ und 2 FPÖ. (19 Mitglieder)
- Mit den Gemeinderatswahlen in Niederösterreich 1995 hatte der Gemeinderat folgende Verteilung: 13 ÖVP, 3 SPÖ und 3 FPÖ.[13]
- Mit den Gemeinderatswahlen in Niederösterreich 2000 hatte der Gemeinderat folgende Verteilung: 13 ÖVP, 3 SPÖ und 3 FPÖ.[14] (19 Mitglieder)
- Mit den Gemeinderatswahlen in Niederösterreich 2005 hatte der Gemeinderat folgende Verteilung: 16 ÖVP und 5 SPÖ.[15]
- Mit den Gemeinderatswahlen in Niederösterreich 2010 hatte der Gemeinderat folgende Verteilung: 16 ÖVP und 5 SPÖ.[16]
- Mit den Gemeinderatswahlen in Niederösterreich 2015 hatte der Gemeinderat folgende Verteilung: 16 ÖVP und 5 SPÖ.[17]
- Mit den Gemeinderatswahlen in Niederösterreich 2020 hat der Gemeinderat folgende Verteilung: 14 ÖVP, 4 SPÖ und 3 FPÖ.[18]
- Mit den Gemeinderatswahlen in Niederösterreich 2025 hat der Gemeinderat folgende Verteilung: 14 ÖVP, 4 FPÖ und 3 SPÖ.[19]

### Bürgermeister
- 1970–1972 Leopold Grünzweig (SPÖ)
- bis 2010 Friedrich Schaffler (ÖVP)
- seit 2010 Georg Hagl (ÖVP)[20]

### Wappen
Der Gemeinde wurde 1976 folgendes Wappen verliehen: Ein von Blau auf Gold geteilter Schild, der im oberen größeren Feld ein dreijochiges silbernes Tor mit einem von Blau auf Silber auf Gold geteiltem Schild zeigt und dahinter mit zwei gekreuzten goldenen Rosen belegt ist, der im unteren goldenen Feld von zwei blauen Wellenbalken durchzogen wird.

## Persönlichkeiten
Söhne und Töchter der Gemeinde
- Leopold Grünzweig (1923–2003), Politiker
- Willi Helfert (1922–1991), Maler und Grafiker
- Josef Keiblinger (1910–1968), Politiker
- Marcus Zupanac (* 1992), Handballspieler